# Wei Qingkun
Wei Qingkun (chiń. 魏慶坤; ur. 7 października 1966) – chiński zapaśnik w stylu klasycznym. Dwukrotny olimpijczyk. Odpadł w eliminacjach w Seulu 1988, dziesiąty w Barcelonie 1992. Startował w kategorii 74 kg.
Zajął jedenaste miejsce na mistrzostwach świata w 1987. Wicemistrz Azji w 1992, brązowy medalista z 1989 roku.